# Владислав Рачкевич
Владѝслав Рачкѐвич (на полски: Władysław Raczkiewicz) е полски политически, обществен и военен деец, участник в Първата световна война и Полско-съветската война, министър на вътрешните работи (1921, 1925 – 1926, 1935 – 1936), сенатор и маршал на сената трета сесия (1930 – 1935), новогрудски (1921 – 1924), вилненски (1926 – 1931), краковски (1935) и поморски войвода (1936 – 1939), президент на Полша в изгнание (1939 – 1947).

## Биография

### Ранни години
Владислав Рачкевич е роден на 28 януари 1885 година в грузинския град Кутаиси, по това време част от Руската империя, в семейството на Людвика (с родово име Лукашевич) и Юзеф Рачкевич. В Грузия е заселен неговия дядо, като наказание за участието му в полското януарското въстание (1863 – 1864). Завършва гимназия в Твер, след което продължава образованието си в Петербургския университет. Там постъпва в нелегалната организация Съюз на полската младеж „Зет“. През 1911 година завършва право в Дорпатския университет. След като отбива редовната си военна служба работи като адвокат в Минск.
След избухването на Първата световна война (1914) е мобилизиран в руската армия и е изпратен в щаба на Западния фронт. През 1917 година е избран за ръководител на новосъздадения Върховен полски военен комитет (на полски: Naczelny Polski Komitet Wojskowy). Също така сътрудничи с регентския съвет на Полското кралство. През 1918 година се присъединява към полската войска, в състава на Десети улански полк на Литовска-Беларуската дивизия. Взима участие в отбраната на Минск срещу болшевиките. През 1920 година ръководи доброволчески отряд при битката за Вилно.

### Политическа дейност
Във възстановената полска държава Рачкевич се ориентира към политиката. През 1921 година е назначен за министър на вътрешните работи в правителството на Винценти Витос. Тази длъжност изпълнява още два пъти – в правителствата на Владислав Грабски и Алекснадер Скшински (1925 – 1926) и в правителството на Мариан Зиндрам-Кошчалковски (1935 – 1936).
В периода 1921 – 1939 година е областен управител (войвода) в Новогрудско, Вилненско, Краковско и Поморско войводства. Същевременно през 1930 година е избран за сенатор от листата на Безпартийния блок за сътрудничество с правителството. В периода 1930 – 1935 година е председател (маршал) на горната камера на полския парламент. От 1934 година е председател на Световния съюз на поляците от чужбина.

### Президент на Полша в изгнание
На 1 септември 1939 година Третия райх напада Полша, с което се поставя началото на Втората световна война. На 12 септември Рачкевич получава нареждане от правителството да организира помощ от САЩ. Пет дни по-късно напуска страната и през Румъния пристига във Франция. Там на 27 септември му е съобщено, че президентът Мошчицки, в съгласие с член 13 от полската конституция, го номинира за президент. Полага клетва като президент на Полша на 30 септември. Първоначално седалище му е Париж, а от 22 ноември Анже. След нападението на Третия райх над Франция през юни 1940 година се мести в Лондон.
Владислав Рачкевич умира от левкемия на 6 юни 1947 година в санаториум в северния уелски град Ридин. Погребан е на гробището на полските летци в Нюарк.